# Regelinda
Regelinda (německy Reglindis nebo Regelindis) byla míšeňská markraběnka, dcera polského knížete Boleslava Chrabrého a jeho manželky Emnildy z Lužice.
Roku 1002 byla provdána za Heřmana, syna zavražděného míšeňského markraběte Ekkerharda. O sedm let později se Heřmanovi podařilo za podpory mladšího bratra a císaře silou získat od strýce Gunzelina markrabský titul.
Regelinda zemřela po roce 1014. Je spíše známá díky své půvabné gotické soše zvané smějící se Polka dochované v galerii zakladatelských párů naumburského dómu od neznámého autora, tzv. Naumburského mistra.